# الوعرة (ذي السفال)

تعديل مصدري - تعديل

الوعرة محلة تابعة لقرية المقلد، التابعة لعزلة وادي ضباء بمديرية ذي السفال إحدى مديريات محافظة إب في الجمهورية اليمنية، بلغ تعداد سكانها 365 حسب تعداد اليمن لعام 2004.